# Julia dos Santos Baptista
Júlia dos Santos Baptista (Brasilia, 1966) is een Braziliaans kunstschilder.
Ze groeide op in haar geboorteplaats Brasilia en bleef er wonen tot in 1995. Zij begon in 1988 in Canada met schilderen. Ze woont sinds 2000 in Amstelveen en heeft onder meer een jaar aan de Gerrit Rietveld Academie gestudeerd. Zij exposeerde in diverse galeries, veilingen en het Cobra Museum in Amstelveen en heeft een atelier in Amstelveen. 
Door haar achtergrond en als autodidact zijn haar schilderijen origineel en is haar bedoeling duidelijk. Haar schilderijen zijn geïnspireerd op haar jeugd in Brazilië en op haar huidige leven en reizen in met name Nederland, Frankrijk, Italië, Zuid-Afrika, Canada en Dubai. Kinderen, vrouwen, bloemen, maar ook sociale thema's als armoede en kind-moederschap worden fragiel (het thema), maar kritisch (voor de kijker) neergezet.

## Brasilia 50
Ter gelegenheid van de 50e verjaardag van Brasilia, de hoofdstad van Brazilië in 2010, heeft ze een collectie schilderijen gemaakt: Collectie Brasilia 50. Zes doeken daarvan zijn geselecteerd en op 6 miljoen Braziliaanse postzegels afgebeeld, die op 21 april 2010 door het Braziliaanse nationale postbedrijf EBCT zijn uitgegeven.
De Collectie Brasilia 50 is geïnspireerd op de architectuur van Brasilia. De schilderijen appelleren aan het dagelijkse leven van de Brasiliense en tonen hun immateriële en culturele rijkdom. Een Brasilien is een inwoner van Brasilia. Zo zijn de kleuren terug te vinden in het lokale landschap: de geelbruine savannen, de nuances rood van de aarde, het hemels blauwe, het grijze beton, enz. Maar de kleuren en gekozen symbolen verwijzen ook naar de verschillende etnische groepen die daar zijn komen leven. De gekozen thema’s verwijzen naar de waarden en bronnen van inspiratie van de Brasilienses, die hopen met de bouw en ontwikkeling van de stad Brasilia een beter leven op te bouwen. De Collectie Brasília 50 poogt zowel de trots op eigen etnische ‘roots’ als het universele streven naar een betere toekomst in olieverf en linnen te vatten. Dit is voor steeds meer mensen in de wereld herkenbaar en die gezamenlijke herkenning biedt een mogelijkheid tot gezamenlijke waardering van elkaar: een bron van hoop, dus.